# Karma Shedrup Tshering
Karma Shedrup Tshering (9 de abril de 1990) é um futebolista butanês que atua como meia. Atualmente joga pelo Thimphu City.

## Seleção nacional
Teve seu primeiro jogo pela seleção nacional no amistoso contra Nepal, em 19 de março de 2013, que terminou em derrota por 2 a 1.

## Vida pessoal
Karma trabalha como piloto na companhia aérea Druk Air.